# Irven Ávila
Irven Beybe Ávila Acero (Huánuco, 2 juli 1990) is een Peruviaans voetballer die doorgaans speelt als spits. In januari 2021 verruilde hij FBC Melgar voor Sporting Cristal. Ávila maakte in 2009 zijn debuut in het Peruviaans voetbalelftal.

## Clubcarrière
Ávila doorliep de jeugdopleiding van Universitario de Deportes en in 2008 debuteerde hij voor de club, als zeventienjarige. In januari 2009 werd hij verhuurd aan Sport Huancayo, dat net gepromoveerd was naar de Primera División. Bij die club kon hij meer ervaring opdoen. Aan het einde van het jaar, toen de verhuurperiode afgelopen was, keerde Ávila niet terug naar Universitario, maar besloot hij bij Huancayo te blijven. In 2011 maakte hij de overstap naar Sporting Cristal, waarmee hij in 2012 en 2014 landskampioen werd. Na vierenhalf jaar bij die club verkaste Ávila in de zomer van 2016 naar zijn eerste buitenlandse club, LDU Quito. Na een half jaar en dertien competitiewedstrijden keerde de spits terug naar Sporting Cristal. Een jaar later verkaste Ávila naar het Mexicaanse Lobos, waar hij voor twee jaar tekende. Na een halfjaar maakte de Peruviaan een transfer binnen Mexico naar Monarcas Morelia. Anderhalf jaar na zijn verhuizing naar Mexico keerde Ávila terug naar Peru, waar hij speler werd van FBC Melgar. Ávila keerde in januari 2021 voor de tweede maal terug bij Sporting Cristal, waar hij voor twee jaar tekende.

## Clubstatistieken
| Seizoen | Club                      | Competitie             | Competitie | Competitie | Beker | Beker | Internationaal | Internationaal | Totaal | Totaal |
| Seizoen | Club                      | Competitie             | Wed.       | Dlp.       | Wed.  | Dlp.  | Wed.           | Dlp.           | Wed.   | Dlp.   |
| ------- | ------------------------- | ---------------------- | ---------- | ---------- | ----- | ----- | -------------- | -------------- | ------ | ------ |
| 2008    | Universitario de Deportes | Primera División       | 6          | 0          | 0     | 0     | —              | —              | 6      | 0      |
| 2009    | Sport Huancayo            | Primera División       | 38         | 13         | 0     | 0     | —              | —              | 38     | 13     |
| 2010    | Sport Huancayo            | Primera División       | 42         | 16         | 0     | 0     | 2              | 0              | 44     | 16     |
| 2011    | Sport Huancayo            | Primera División       | 29         | 14         | 0     | 0     | —              | —              | 29     | 14     |
| 2012    | Sporting Cristal          | Primera División       | 40         | 15         | 0     | 0     | —              | —              | 40     | 15     |
| 2013    | Sporting Cristal          | Primera División       | 38         | 18         | 0     | 0     | 6              | 4              | 44     | 22     |
| 2014    | Sporting Cristal          | Primera División       | 30         | 13         | 12    | 7     | 2              | 2              | 44     | 22     |
| 2015    | Sporting Cristal          | Primera División       | 36         | 12         | 6     | 0     | 6              | 0              | 48     | 12     |
| 2016    | Sporting Cristal          | Primera División       | 19         | 5          | 0     | 0     | 6              | 1              | 25     | 6      |
| 2016    | LDU Quito                 | Campeonato Ecuatoriano | 13         | 1          | 0     | 0     | —              | —              | 13     | 1      |
| 2017    | Sporting Cristal          | Primera División       | 40         | 22         | 0     | 0     | 5              | 0              | 45     | 22     |
| 2017/18 | Lobos                     | Liga MX                | 16         | 1          | 1     | 1     | —              | —              | 17     | 2      |
| 2018/19 | Monarcas Morelia          | Liga MX                | 18         | 2          | 6     | 1     | —              | —              | 24     | 3      |
| 2019    | FBC Melgar                | Primera División       | 13         | 2          | 0     | 0     | —              | —              | 13     | 2      |
| 2020    | FBC Melgar                | Primera División       | 24         | 5          | 0     | 0     | 4              | 0              | 28     | 5      |
| 2021    | Sporting Cristal          | Primera División       | 27         | 8          | 0     | 0     | 8              | 0              | 35     | 8      |
| 2022    | Sporting Cristal          | Primera División       | 38         | 10         | 0     | 0     | 6              | 0              | 44     | 10     |
| 2023    | Sporting Cristal          | Primera División       | 27         | 2          | 0     | 0     | 10             | 3              | 37     | 5      |
| 2024    | Sporting Cristal          | Primera División       | 31         | 5          | 0     | 0     | 2              | 0              | 33     | 5      |
| 2025    | Sporting Cristal          | Primera División       | 9          | 2          | 0     | 0     | 2              | 0              | 11     | 2      |
| Totaal  | Totaal                    | Totaal                 | 534        | 166        | 25    | 9     | 59             | 10             | 618    | 185    |

Bijgewerkt op 22 april 2025.

## Interlandcarrière
Ávila debuteerde in het Peruviaans voetbalelftal op 5 september 2009, toen met 1–0 gewonnen werd van Uruguay. Tijdens dat duel begon hij in de basis, maar hij werd na een uur spelen gewisseld.
| Interlands van Irven Ávila voor Peru | Interlands van Irven Ávila voor Peru | Interlands van Irven Ávila voor Peru | Interlands van Irven Ávila voor Peru | Interlands van Irven Ávila voor Peru | Interlands van Irven Ávila voor Peru |
| №                                    | Datum                                | Wedstrijd                            | Uitslag                              | Competitie                           | Goals                                |
| Als speler van Sport Huancayo        | Als speler van Sport Huancayo        | Als speler van Sport Huancayo        | Als speler van Sport Huancayo        | Als speler van Sport Huancayo        | Als speler van Sport Huancayo        |
| ------------------------------------ | ------------------------------------ | ------------------------------------ | ------------------------------------ | ------------------------------------ | ------------------------------------ |
| 1                                    | 5 september 2009                     | Peru – Uruguay                       | 1 – 0                                | WK 2010 kwalificatie                 |                                      |
| 2                                    | 19 november 2009                     | Honduras – Peru                      | 1 – 2                                | Vriendschappelijk                    |                                      |
| 3                                    | 3 september 2011                     | Peru – Bolivia                       | 2 – 2                                | Vriendschappelijk                    |                                      |
| 4                                    | 6 september 2011                     | Bolivia – Peru                       | 0 – 0                                | Vriendschappelijk                    |                                      |
| Als speler van Sporting Cristal      |                                      |                                      |                                      |                                      |                                      |
| 5                                    | 22 maart 2012                        | Chili – Peru                         | 3 – 1                                | Vriendschappelijk                    |                                      |
| 6                                    | 12 oktober 2012                      | Bolivia – Peru                       | 1 – 1                                | WK 2014 kwalificatie                 |                                      |
| 7                                    | 15 november 2012                     | Honduras – Peru                      | 0 – 0                                | Vriendschappelijk                    |                                      |
| 8                                    | 27 maart 2013                        | Peru – Trinidad en Tobago            | 3 – 0                                | Vriendschappelijk                    |                                      |
| 9                                    | 16 oktober 2013                      | Peru – Bolivia                       | 1 – 1                                | WK 2014 kwalificatie                 |                                      |
| 10                                   | 15 oktober 2014                      | Peru – Guatemala                     | 1 – 0                                | Vriendschappelijk                    |                                      |
| 11                                   | 1 april 2015                         | Peru – Venezuela                     | 0 – 1                                | Vriendschappelijk                    |                                      |
| 12                                   | 1 september 2016                     | Bolivia – Peru                       | 0 – 3                                | WK 2018 kwalificatie                 |                                      |
| 13                                   | 12 oktober 2016                      | Chili – Peru                         | 2 – 1                                | WK 2018 kwalificatie                 |                                      |

Bijgewerkt op 22 april 2025.

## Erelijst
| Primera División | 2 | 2012, 2014 |